# HMS Ardent (1764)
L'HMS Ardent va ser un vaixell anglès del segle xviii de setanta-quatre canons, capturat el 1779 per Luis de Córdova y Córdova al Canal de la Mànega, durant el bloqueig que les armades aliades del Regne de França i Espanya van fer a Anglaterra.